# دیوید فینکلشتین

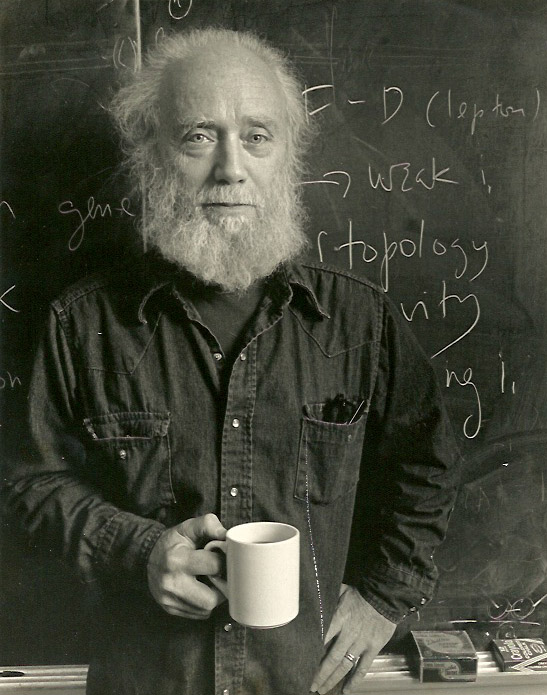
دیوید ریتز فینکلشتاین، فیزیک‌دان آمریکایی - ۱۹۸۴

دیوید ریتز فینکلشتاین (به انگلیسی: David Ritz Finkelstein) (زاده ٔ۱۹ ژوئیه ۱۹۲۹ در نیویورک سیتی – درگذشتهٔ ۲۴ ژانویه ۲۰۱۶) فیزیک‌دان اهل آمریکا در موسسه فناوری جورجیا بود. او مدرک دکترای فیزیک را در سال ۱۹۵۳ از مؤسسه فناوری ماساچوست دریافت نمود. وی از سال ۱۹۶۴ تا ۱۹۷۶ استاد فیزیک دانشگاه یشیوا بود.